# Світ (Скольвін)
Асоційований спортивний клуб «Світ» Скольвін (пол. Osiedlowy Klub Sportowy Świt Skolwin) — польський футбольний клуб з однойменного району Щецина, заснований у 1952 році. Виступає у Третій лізі. Домашні матчі приймає на Міському стадіоні, місткістю 667 глядачів.